# Scelolyperus clarki
Scelolyperus clarki là một loài bọ cánh cứng trong họ Chrysomelidae. Loài này được Gilbert & Andrews miêu tả khoa học năm 1999.